# Prise de Flessingue
Guerre de Quatre-Vingts Ans et guerre de Trente Ans
Batailles
- Chronologie de la guerre de Quatre-Vingts Ans
- Valenciennes
- Austruweel
- Rheindalen
- Heiligerlee
- Jemmingen
- Jodoigne
- Brielle
- 1er Flessingue
- Malines
- Goes
- Mons
- Haarlem
- 2e Flessingue
- Borsele
- Zuiderzee
- Alkmaar
- Leyde
- Reimerswaal
- Mook
- Lillo
- Zierikzee
- 1er Anvers
- 1er Bréda
- Gembloux
- Rijmenam
- 1er Deventer
- Maastricht
- 2e Bréda
- Açores
- 2e Anvers
- 3e Anvers
- Boksum
- Zutphen
- 1er Berg-op-Zoom
- Gravelines
- 3e Bréda
- 2e Deventer
- Groningue
- Huy
- 1er Groenlo1
- 2e Groenlo
- Turnhout
- Nieuport
- Ostende
- L'Écluse
- 3e Groenlo
- Saint-Vincent
- Gibraltar
- Saint-Vincent (1621)
- 2e Berg-op-Zoom
- 4e Bréda
- 4e Groenlo
- Matanzas
- Bois-le-Duc
- Abrolhos
- Slaak
- Maastricht
- 5e Bréda
- Cabañas
- Calloo
- Les Downs
- Saint-Vincent (1641)
- Hulst
- Cavite

Après la prise de Brielle le 1er avril 1572 par les gueux de mer, néerlandais soulevés contre les autorités espagnoles, la cité de Flessingue, dans la province de Zélande (Pays-Bas), a rejoint la bande rebelle. Elle a été prise sans lutte par les gueux de mer le 6 avril 1572, au cours de la Guerre de Quatre-Vingts Ans.

## Antécédents
Vers 1566–1568 se sont produits aux Pays-Bas, à cette époque rattachés à l'Empire espagnol sous le règne de Philippe II d'Espagne, une série d'affrontements avec les autorités espagnoles. La Guerre des Flandres, ou Guerre de Quatre-Vingts Ans, suivant le nom qui sera donné au conflit, était provoquée lors de cette phase initiale, par les contraintes religieuses catholiques et les charges fiscales imposées à la population locale par le gouvernement espagnol de Ferdinand Alvare de Tolède, IIIe duc d'Albe. Le souhait d'indépendance vis-à-vis de la couronne espagnole n'apparaitra que quelques années plus tard.
Le 1er avril 1572, les gueux de mer, rebelles soulevés contre les autorités espagnoles, ont pris Brielle, en Hollande ; ce sera la première place conquise par les rebelles au cours de la guerre, et cela a rapidement amené d'autres villes de la zone à adhérer à la cause néerlandaise.

## Prise de la cité
Apprenant les événements survenus à Brielle, les habitants de Flessingue (en néerlandais Vlissingen), sur l'île de Walcheren de Zélande, dans un geste spontané, tirèrent plusieurs décharges d'artillerie contre les navires espagnols faisant escale dans le port de la cité ; la petite garnison espagnole alors présente, se retira à Middelbourg, craignant une attaque en règle.
Le jour suivant, Antonio de Bourgoyne, gouverneur de l'île de Walcheren au nom du duc d'Albe, arriva à Flessingue dans l'intention de restaurer l'ordre de manière pacifique. Sa demande ne réussit pas à convaincre les habitants, qui finirent par l'expulser de la cité.
Les habitants de Flessingue avisèrent Guillaume de La Marck, leader des gueux de mer, de leur souhait de rejoindre la rébellion ; ce dernier envoya depuis Brielle 3 navires avec 200 hommes sous le commandement de Guillaume Blois de Treslong, (1529-1594).

### Exécution de Pedro Pacheco
Ignorant des événements, l'italien Pedro Pacheco, ingénieur en chef de l'armée du duc d'Albe qui auparavant avait travaillé à la construction de la citadelle d'Anvers, arriva à Flessingue pour entreprendre des travaux de fortification de la cité, depuis longtemps planifiés. Le jour de son arrivée, il fut arrêté par les gueux de mer. Vu le rang occupé par Pacheco dans l'armée du duc d'Albe, Guillaume de Blois ordonna sa pendaison ainsi que celle de deux autres officiers espagnols.
La cité restera sous contrôle des néerlandais, confiant sa direction au zélandais Jerome de Tseraarts, qui s'appuya sur une petite garnison de soldats français et anglais.

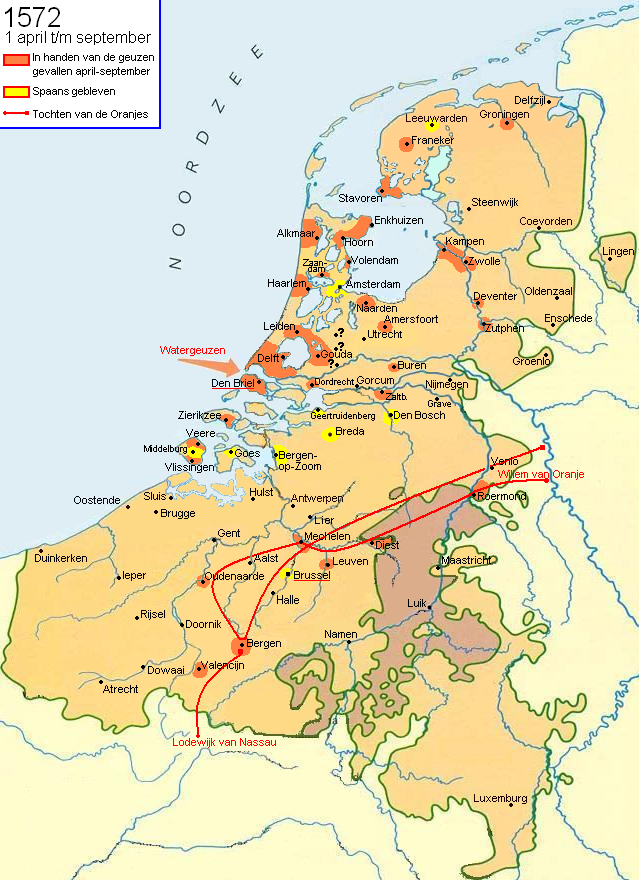
Situation des Pays-Bas en 1572.

## Soulèvements
Après la prise de Brielle et celle de Flessingue en avril, les soulèvements se propagèrent à d'autres cités de Zélande et de Hollande au cours du printemps et de l'été 1572 ; en juin, Dordrecht et Enkhuizen, et en suite Gouda, Veere, Alkmaar et Audenarde s'unirent aux gueux de mer dans leur rébellion contre les autorités espagnoles.

## Sources
- (es) Cet article est partiellement ou en totalité issu de l’article de Wikipédia en espagnol intitulé « Toma de Flesinga » (voir la liste des auteurs).